# Abraham Louis Breguet
Abraham Louis Breguet (Neuchâtel, 10 januari 1747 – Parijs, 17 september 1823) was een Frans horlogemaker van Zwitserse afkomst. Hij was de stichter van het horlogemerk Breguet.

## Biografie
Abraham Louis Breguet verhuisde van Zwitserland naar Parijs en kende daar groot succes met onder andere Lodewijk XVI en Marie-Antoinette als klanten. Na het uitbreken van de Franse Revolutie keerde Breguet terug naar Zwitserland. Onder Napoleon Bonaparte vestigde hij zich opnieuw in Parijs. Hij maakte horloges voor verschillende gekroonde hoofden in Europa. Hij werd onderscheiden met het Légion d'honneur.

## Werk
Breguet vond verschillende verbeteringen voor horloges uit, waaronder de tourbillon. Breguet ontwierp ook fraaie kasten voor zijn pendules. Zijn kleinzoon Louis Breguet was eveneens een maker van uurwerken.
- Bibliothèque nationale de France: cb13185647x (data)
- Gemeinsame Normdatei: 119033399
- Historisch woordenboek van Zwitserland: 028587
- International Standard Name Identifier: 0000 0000 6652 254X
- KulturNav: 5e9edb7f-c16d-4beb-b9c6-c51778623ae6
- Library of Congress Control Number: nr97032853
- Base Léonore: LH//355/95
- Bibliotheek van het Japanse parlement: 001233445
- Nationale Bibliotheek van Tsjechië: xx0146403
- Nationale Bibliotheek van Israël: 987007281977905171
- Nationale Bibliotheek van Polen: a0000003316535
- Nederlandse Thesaurus van Auteursnamen: 072377682
- RKD-Nederlands Instituut voor Kunstgeschiedenis: 365686
- SNAC: w63r422k
- Système universitaire de documentation: 035381523
- Union List of Artist Names: 500107970
- Virtual International Authority File: 59225234
- WorldCat: E39PBJfcJbTF6yXtxdcxhYPxXd